# Jönköpings högre skola för kvinnlig ungdom

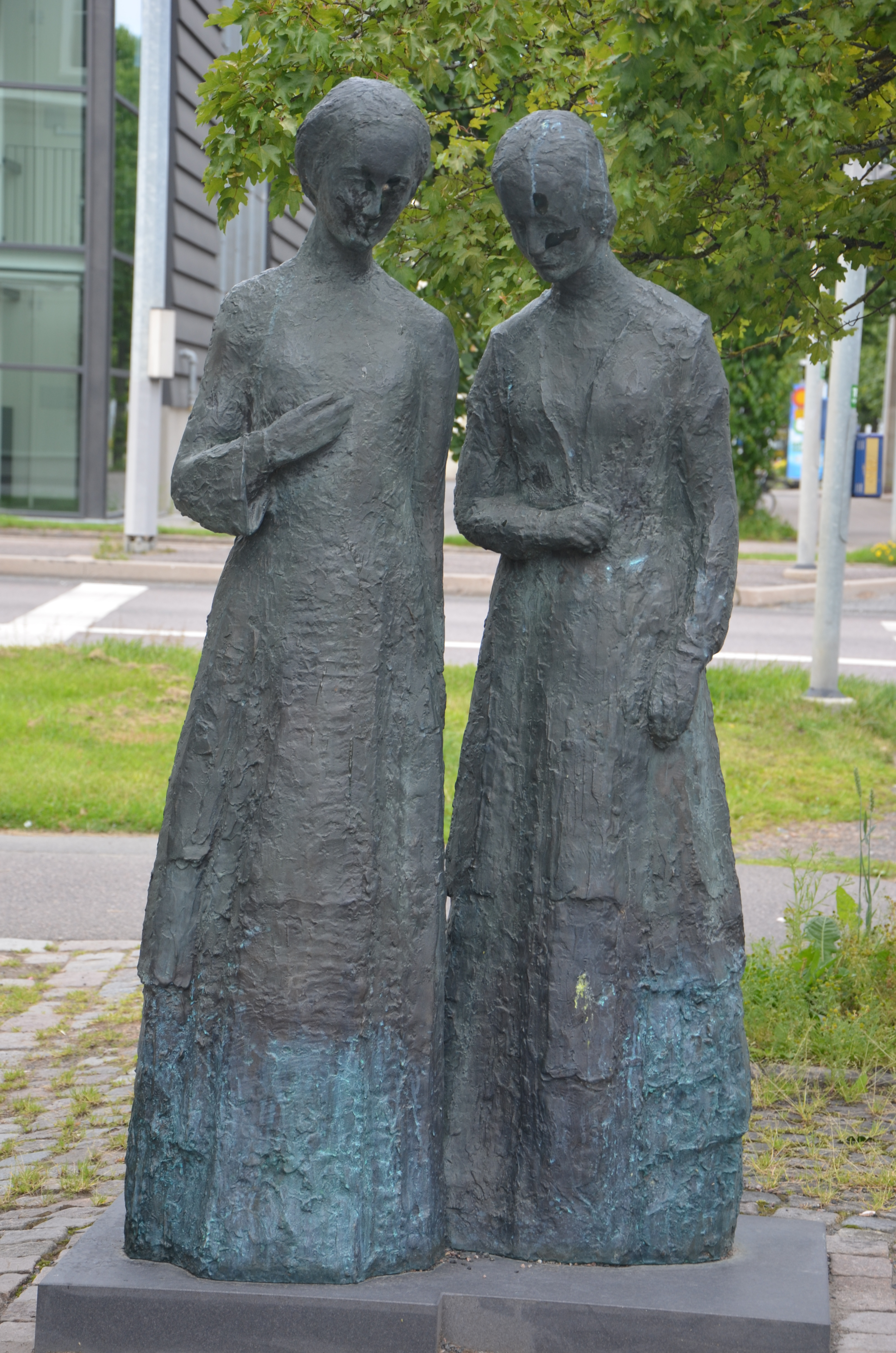
Samtal av Margareta Engström, föreställande Lina Sandell och Aurore Storckenfeldt, Gelbgjutargatan i Jönköping

Jönköpings högre skola för kvinnlig ungdom, eller Storckenfeldtska skolan, var en flickskola i Jönköping.
Aurore Storckenfeldt grundade 1847 Jönköpings högre skola för kvinnlig ungdom, kallad Storckenfeldtska pensionen eller Storckenfeldtska skolan. Den var Jönköpings första flickskola. Den drevs i kristlig anda. Från och med 1850-talets mitt hade skolan sina lokaler vid Målargatan på Kålgården, sedermera Gelbgjutargatan.  
Till skolan hörde också en helpension som hade plats för 20 flickor. Skolan hade åtta klasser och två förberedande. Den hade sitt största elevantal, 175 elever, på 1870-talet. 
I skolbyggnaden fanns fyra större och sex mindre lärosalar. Fastigheten inrymde också Storckenfeldts privata bostad och rum för de elever som tillhörde pensionen. 
Aurore Storckenfeldt undervisade själv i bibelkunskap, kyrkohistoria, allmän och svensk historia samt engelska. Lärarkåren för övrigt utgjordes av manliga lärare vid Högre allmänna läroverket för pojkar i Jönköping och kvinnliga lärare, som Aurore Storckenfeldt rekryterade. Under den första tjugoårsperioden anställdes bara språklärarinnor, som hade sitt undervisningsspråk som modersmål; därefter språklärarinnor som hade fått sin språkutbildning i det för språket aktuella landet. Storckenfeldt var aktiv som lärarinna och föreståndarinna fram till 1891, då hon blev sjuk. Därefter tog hennes fosterdotter Lina Lindsjö och en av lärarinnorna över ansvaret tills skolan lades ner 1909.
Från 1874 fick flickskolor statsbidrag, men det täckte bara delar av skolornas kostnader. Därför finansierades verksamheten också med avgifter. 